# Лей Говард
Лей Говард (англ. Leigh Howard; нар. 22 травня 1998) — австралійський велогонщик, бронзовий призер Олімпійських ігор 2020 року.

## Виступи на Олімпіадах
| Олімпіада  | Дисципліна                    | Місце |
| ---------- | ----------------------------- | ----- |
| Токіо 2020 | медісон                       | DNF   |
| Токіо 2020 | командна гонка переслідування | 3     |